# Брустуреј (Алба)
Брустуреј (рум. Brusturei) насеље је у Румунији у округу Алба. Oпштина се налази на надморској висини од 472 m.

## Становништво
Према подацима из 2011. године у насељу је живело 734 становника.